# Ościsłowo (gromada)
Ościsłowo – dawna gromada, czyli najmniejsza jednostka podziału terytorialnego Polskiej Rzeczypospolitej Ludowej w latach 1954–1972.
Gromady, z gromadzkimi radami narodowymi (GRN) jako organami władzy najniższego stopnia na wsi, funkcjonowały od reformy reorganizującej administrację wiejską przeprowadzonej jesienią 1954 do momentu ich zniesienia z dniem 1 stycznia 1973, tym samym wypierając organizację gminną w latach 1954–1972.
Gromadę Ościsłowo z siedzibą GRN w Ościsłowie utworzono – jako jedną z 8759 gromad na obszarze Polski – w powiecie ciechanowskim w woj. warszawskim, na mocy uchwały nr VI/10/1/54 WRN w Warszawie z dnia 5 października 1954. W skład jednostki weszły obszary dotychczasowych gromad Budy Rumockie, Kanigówek, Ościsłowo, Rumoka i Sulerzyż ze zniesionej gminy Młock w tymże powiecie. Dla gromady ustalono 14 członków gromadzkiej rady narodowej.
31 grudnia 1959 do gromady Ościsłowo przyłączono obszar zniesionej gromady Śródborze (bez wsi Zalesie, Wólka Garwarska, Juliszewo, Faustynowo i Pieński Faustynowskie), a także wieś Lipiny ze znoszonej gromady Młock w tymże powiecie.
Gromada przetrwała do końca 1972 roku, czyli do kolejnej reformy gminnej.